# Copa das Nações de Beach Soccer
Copa das Nações de Beach Soccer, ou Copa das Nações de Futebol de Areia é uma competição internacional entre seleções masculinas de Futebol de Areia.

## Regulamento
A Copa das Nações de Beach Soccer é disputada em turno único, com três rodadas onde todos os países se enfrentam e o campeão será aquele que somar mais pontos.

### Pontuação
- Vitória no tempo normal garante ao vencedor 3 pontos.
- Vitória na prorrogação ou nos penaltis garante ao vencedor 2 pontos.
- Derrota na prorrogação ou nos penaltis garante ao perdedor 1 ponto.
- Derrota no tempo normal garante ao perdedor 0 pontos.

## Edições
| Edição | Ano  | Local de Disputa            | Campeão | Ref.        |
| ------ | ---- | --------------------------- | ------- | ----------- |
| I      | 2007 | Praia do Guarujá            | Brasil  | [ 2 ]       |
| II     | 2013 | Praia do Gonzaga, Santos-SP | Brasil  | [ 3 ] [ 4 ] |
| III    | 2013 | Recife                      | Brasil  | [ 5 ]       |